# ウェイン・パーマー
ウェイン・パーマー(英: Wayne Palmer)は米国のテレビドラマ『24 -TWENTY FOUR-』に登場する架空の人物。演じるのは俳優のD・B・ウッドサイド。日本での吹き替え声優は古澤徹。

## 概要
シーズン1～3で大統領を務めたデイビッド・パーマーの弟。やり手の策士家であり、シーズン3では兄デイビッドの首席補佐官を務めていた。しかし、自らの過去の不倫が原因となり、不倫相手と兄嫁が死亡し、デイビッドが辞職せざるをえない事態を招いた。
シーズン5では、兄デイビッドの秘書をしていたが、兄の死により大統領選への出馬を決める。更には、独自に暗殺事件の捜査を行う過程でジャックと協力して事件解決に導く。
実戦経験はないようだが、海兵隊に籍を置いていた事もあり、銃の扱いや戦闘もある程度はこなせている。
その後、当選を果たして、シーズン6では大統領として、1期(4年)を務めた。
シーズン3では、精神的に未熟な部分が多々あったが、シーズン5では冷静な判断力・行動力でジャックを助け、さらに大統領となったシーズン6では、兄デイビッドに勝るとも劣らない決断力と戦略性を見せた。兄とは異なり打算的であるが、兄同様の「公平さ」「正義感」を持ち合わせている人物である。

## 学歴
- エール大学法科大学院 法務博士
- スタンフォード大学 学士(政治学)
- 全米大学競技協会 スタンフォード大学野球奨学生 野球投手

## 作中での活躍

### シーズン3
解任されたマイク･ノビックに代わり首席補佐官に任命された。デイビッドの弟であるため遠慮なく意見を強気で言うことが出来る立場にある。その為、マイク・ノヴィック以上に意見を推し、強引な手も使おうとするもデイビッドには拒絶される。デイビッドの為にと様々な提案をするが、完全に情を切った考えで発言をする為、少々冷たい感じを受ける。
しかし、兄デイビッドの後援者であるアラン･ミリケンの妻と不倫したため大統領選に大きな影響を与えてしまう。ミリケンから辞任を迫られてしまい、1度は辞任を申し出た。ところが、デイビッドは汚い手を使ってくるミリケンに対し、同じく汚い手が得意な元妻シェリーを呼び、ミリケンの弱味を握る為に行動をはじめる。危険すぎるシェリーを使う事を辞めるよう願い出るがやはり断られてしまう。不倫相手であるジュリアにもミリケンの追求を辞めさせるよう頼むが拒否され、ついには事件が起こる。
ミリケン邸に乗り込んだシェリーが心臓発作を起こしたミリケンを殺してしまったのだ。その場にいたジュリアはウェインに助けを願うが、距離を起きたい彼は遠ざけてしまう。更にはシェリーがデイビッドに殺しを依頼されたて虚偽をマスコミにばら蒔くと脅し始めた。ウェインはシェリーの自宅に忍び込み、何とか証拠を奪い去った。だが、直後にシェリーが帰宅し、さらにはジュリアが現れた。ミリケンが死んだ事で心神喪失状態だったジュリアはシェリーを射殺。直後にウェインの前で自殺してしまう悲劇を味わう。
これによりデイビッドは2期目の当選を断念。ウェインにとっては辛すぎる結末を迎えてしまった。

### シーズン5
デイビットが回想録の執筆を手伝っていたが、その際兄を目の前で暗殺されるという悲劇に見舞われる。当初はジャックが犯人だという情報に惑わされ、現れたジャックを責めたが、ジャックの忠誠心を知っていた為、彼が離れた後に独自に捜査をはじめる。その後、エブリンに行きつき協力を仰ぐ過程で彼女の娘が拐われた事を知り、ジャックと協力して救出。ローガンが黒幕であることを知り、証拠の録音データを回収した。その後はブキャナンにより匿われた。

### シーズン6
兄の遺志を継ぎアメリカ合衆国の大統領となる。就任早々テロが起き、かつて兄デイビッドがいくつもの決断を間近で見ていたが、いざ自分がその決断をしなければならない大統領という立場になった重圧を感じていた。
反対派の反感を買い、アサドとの会談の妨害とアサドに容疑を着せる形で暗殺されかけ重体に陥った。しばらく昏睡状態が続き、ダニエルズ副大統領が中東に核による報復攻撃をしようとした為に、カレンの依頼によりサンドラの了解を経て意識を回復させ、攻撃を中止した。ダニエルズに職務能力の有無を問われたが、トム・レノックスの一計により虚偽報告の録音テープにより阻止に成功。自らの職務を全うして無事に核爆弾を回収する事に成功した。
その後、ダニエルズを呼び出し、テープをネタに辞職を突きつける。しかし、記者会見をしている最中に脳出血を起こし、全国放送中に倒れ職務不能に陥った。その後、リデンプション内で大統領選挙の事を報じている新聞で死亡したことが判明した。

## 経歴設定
- アンダーソンとシュベルツの弁護士
- ミリケンエンタープライズ社 最高業務執行責任者
- デイビッド・パーマー大統領 首席補佐官
- アメリカ合衆国大統領

## 表彰歴
- 全米大学競技協会年間最優秀投手
- スタンフォード大学　野球奨学

## 軍歴
- アメリカ海兵隊(ただし戦闘経験なし)

## 個人情報
- 兄：デイビッド・パーマー(元アメリカ合衆国大統領、死亡)
- 妹：サンドラ･パーマー(弁護士)
- 義姉：シェリー･パーマー(デイビッドの元妻、死亡)
- 甥：キース･パーマー
- 姪：ニコール･パーマー